# Without You (Badfinger)
Without You è una canzone pop scritta da Peter Ham e Tom Evans ed originariamente registrata nel 1970 dal gruppo Badfinger. Il brano ottenne popolarità soltanto due anni dopo, quando fu registrato e pubblicato su disco singolo da Harry Nilsson. In seguito furono registrate numerose cover del brano, ma probabilmente la più ricordata è quella del 1993 di Mariah Carey. Con il testo in italiano scritto da Daniele Pace ed il titolo Per chi è stata nel 1972 un successo dei Gens e di Johnny Dorelli.

## Versione dei Badfinger
Without You è una canzone originariamente registrata da Badfinger per l'album No Dice del 1970, e scritta da Peter Ham e Tom Evans e prodotta da Geoff Emerick. Il testo composto da Ham, inizialmente intitolato If It's Love mancava di un ritornello particolarmente incisivo. Evans invece aveva scritto un ritornello "forte", privo però di un testo all'altezza, quindi i due compositori fusero i due lavori insieme.
Il brano divenne particolarmente celebre proprio per il suo ritornello "can't live if living is without you" (Non posso vivere se vivere è senza di te). La registrazione di Badfinger si distingue dalle sue numerose cover successive per il suo stile "duro". La canzone inoltre non fu mai pubblicata come singolo, ma rimase semplicemente una traccia, relativamente oscura nell'album No Dice, fino al momento in cui non fu registrata da Harry Nilsson.

## Versione di Harry Nilsson
Harry Nilsson, all'epoca conosciuto principalmente per Everybody's Talkin', sentì Without You dei Badfinger durante una festa, e pensò fosse una canzone dei Beatles. Dopo essersi reso conto che così non era, decise di realizzarne una cover per il suo album Nilsson Schmilsson del 1971.
La sua versione, con arrangiamento di Paul Buckmaster, pubblicata come singolo, rimase alla vetta della Billboard Hot 100 per quattro settimane dal 13 febbraio all'11 marzo 1972. Il singolo rimase inoltre per cinque settimane in vetta alla Hot Adult Contemporary Tracks. Nel Regno Unito, la canzone rimase in vetta alla Official Singles Chart, dall'11 marzo per cinque settimane, e vendette quasi 800,000 copie. Il produttore del brano, Richard Perry, in seguito spiegò che si trattava di una canzone "diversa" per quei tempi. Gary Wright, all'epoca membro degli Spooky Tooth, si occupò di suonare il pianoforte per il brano. 
Anche in Australia arriva primo per cinque settimane, in Irlanda per tre settimane ed in Nuova Zelanda per due settimane.
Nilsson, che raramente si esibiva dal vivo, eseguì Without You insieme a Ringo Starr al Caesars Palace di Las Vegas nel settembre del 1992.

## Altre versioni
Nel corso degli anni Without You ha ricevuto numerosissime cover, diventando in qualche modo un moderno standard musicale.
| - Caterina Caselli (Per chi) - Antonio Cartagena - Shirley Bassey - Cilla Black - Heart - Air Supply - Melissa Manchester - Johnny Dorelli (Per chi, che nel 1972 fu sigla della 24ª edizione della trasmissione radiofonica Gran varietà) - Gens (Per chi) - Kelly Clarkson - Donny Osmond - Jade Kwan - Clay Aiken | - Pandora - Leona Lewis - Tito Nieves - Klasse Aparte (Sin ti) - Natalia - Bonnie 'Prince' Billy (Will Oldham) - Wing - Weezer - Carly Smithson - Katie Melua - Céline Dion - Josipa Lisac |

Nel 2008, Valentina Hasan, una concorrente della prima stagione di Music Idol bulgaro, cantò Without You in un inglese "ad orecchio", che lei presentò con il titolo Ken Lee (traslitterazione del ritornello del brano Can't Live). Il video dell'esibizione di Valentina Hasam, presentato per la prima volta in Italia dalla trasmissione Mai dire Martedì, è diventato in breve tempo uno dei video più visti su YouTube, parodiato e remixato da numerosi utenti.